# Autostrada A99 (Niemcy)
Autostrada A99 (niem. Bundesautobahn 99 (BAB 99) także Autobahn 99 (A99)) – autostrada w Niemczech prowadząca wokół Monachium od skrzyżowania z A96 przez A8 na północnym zachodzie i A92 oraz A9 na północy aż po A94 na wschodzie i A8/A995 na południu.
A99 jako autostradowa obwodnica Monachium zwana jest również jako Autobahnring München.

## Odcinki międzynarodowe
Autostrada pomiędzy skrzyżowaniem z autostradą A99a na węźle Dreieck München-Allach a skrzyżowaniem z autostradą A9 na węźle Kreuz München-Süd jest częścią trasy europejskiej E52.

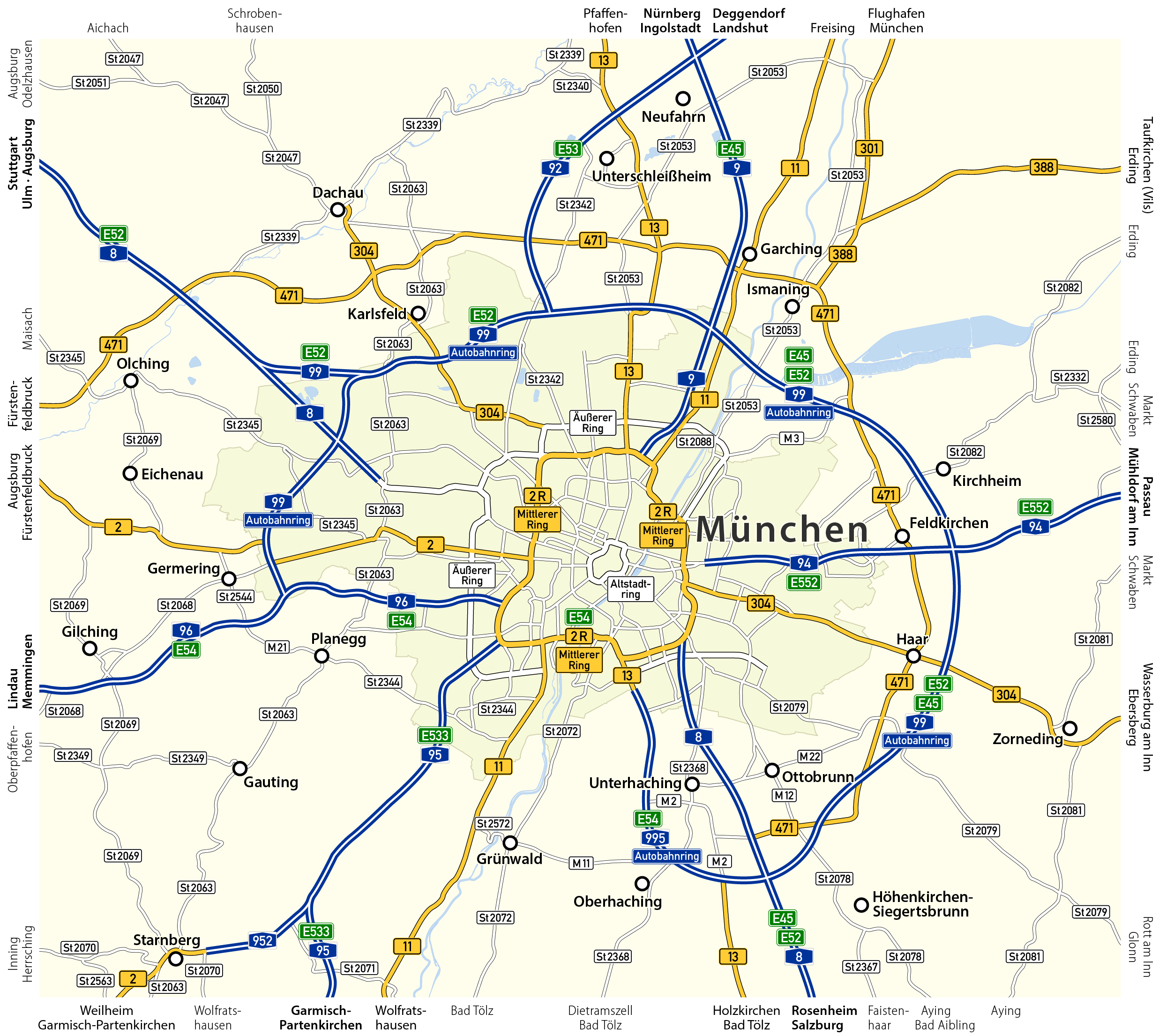
Przebieg A99